# Notomys cervinus
Notomys cervinus är en däggdjursart som först beskrevs av Gould 1853.  Notomys cervinus ingår i släktet hoppråttor, och familjen råttdjur. Inga underarter finns listade i Catalogue of Life.

## Utseende
Arten har liksom andra hoppråttor långa bakre extremiteter och långa bakfötter. Individerna når en kroppslängd (huvud och bål) av 9,5 till 12 cm och en svanslängd av 12 till 16 cm. Vikten är 30 till 50 gram. Pälsen har på ovansidan en ljusbrun till grå färg, ibland med rosa skugga, och undersidan är vitaktig. Huvudet kännetecknas av störa öron, stora svarta ögon och upp till 6,5 cm långa morrhår. Vid svansens slut finns en tofs. Arten har däremot ingen påse vid strupen som olika andra hoppråttor.

## Utbredning och habitat
Notomys cervinus förekommer i Australien i sydvästra Queensland och i angränsande områden av South Australia. Habitatet utgörs av hedområden och gräsmarker.

## Ekologi
Individerna bildar små flockar med två till fyra medlemmar som bygger underjordiska bon. Boets djupaste delar ligger cirka en meter under markytan och det finns vanligen tre ingångar. Arten vilar på dagen i boet och letar under natten efter föda. Den äter främst frön samt andra växtdelar och ibland insekter. Vätskebehovet täcks nästan helt med födan. Notomys cervinus går långsamt på fyra fötter eller hoppar snabb på bakfötterna.
Honor föder efter cirka 38 dagar dräktighet upp till fem ungar. Innan fodrar hon boet med torra växtdelar. Ungarna är vid födelsen blinda och väger bara 2 till 4 gram. De öppnar ögonen efter 18 till 28 dagar och diar sin mor cirka en månad.
Fortplantning sker bara vid gynnsamma förhållanden. Därför varierar beståndet mycket. IUCN kategoriserar arten globalt som sårbar.